# Galápagos-Schleiereule
Die Galápagos-Schleiereule (Tyto alba punctatissima) ist eine Unterart der Schleiereule. Neben der Galápagos-Sumpfohreule (Asio flammeus galapagoensis) ist sie eine von zwei auf dem Galapagos-Archipel heimischen Eulen.

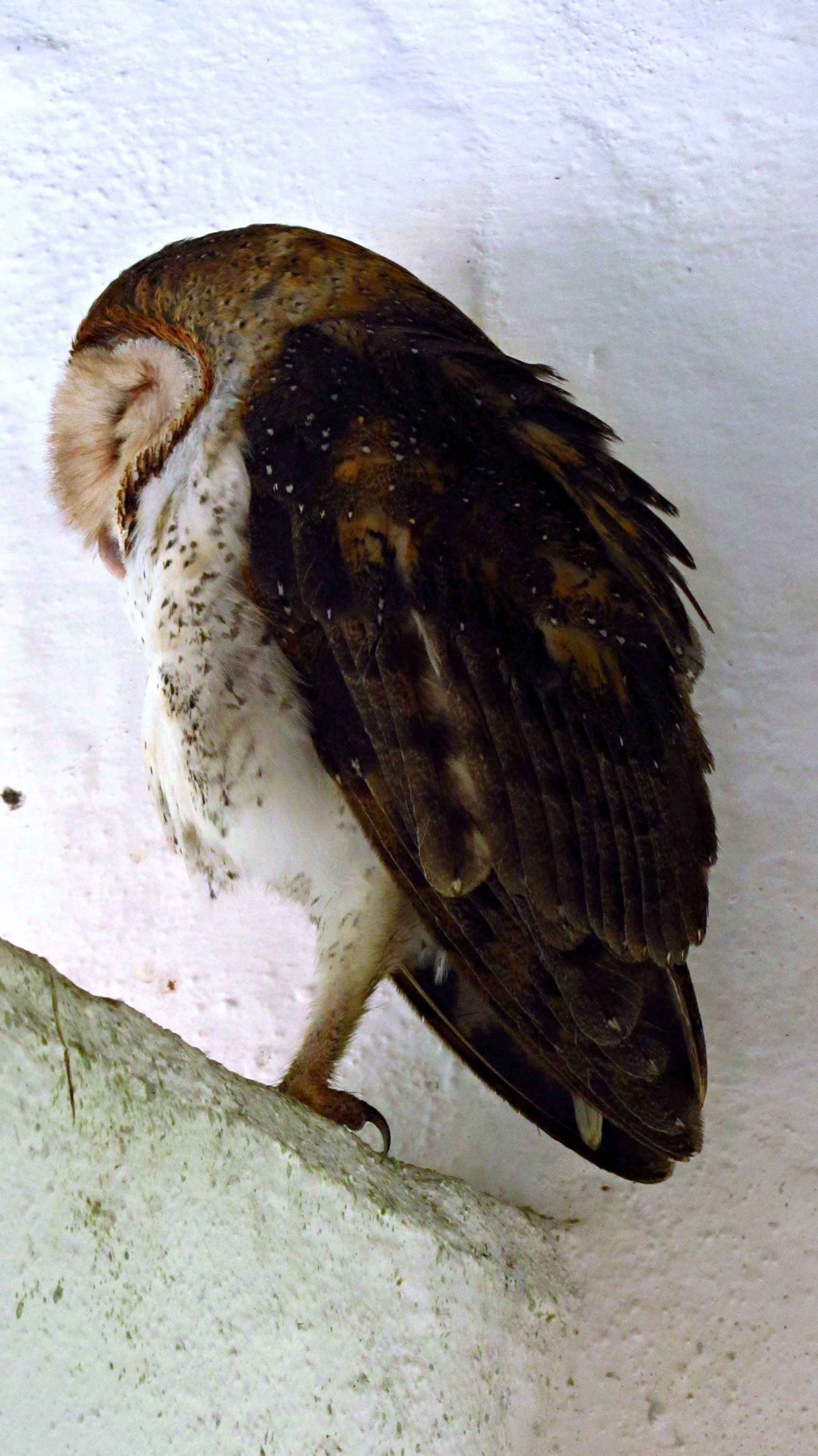
Galápagos-Schleiereule fotografiert auf Santa Cruz

## Merkmale
Die Galápagos-Schleiereule ist leichter und dunkler gefärbt als die Schleiereule. Sie erreicht eine Länge von 34 Zentimetern, eine Flügellänge von 23 Zentimetern und ein Gewicht von 264 Gramm. Der Kopf und der Gesichtsschleier sind glänzend rostbraun. Hinterkopf und Kehle sind mattbraun mit zahlreichen kleinen weißen Sprenkeln. Der Rücken und die Flügeldecken sind dunkel mattbraun und weisen größere reinweiße Flecken auf.

## Verbreitung
Die Galápagos-Schleiereule kommt auf den Inseln San Cristóbal, Santa Cruz, San Salvador, Isabela und Fernandina vor.

## Lebensweise
95 % ihrer Nahrung besteht aus Nagetieren, zu denen in der Vergangenheit die endemischen Reisratten (Oryzomys) gehörten, die von vielen Inseln durch eingeschleppte Hausratten und Mäuse verdrängt wurden. Außerdem fressen sie Schlangen, Eidechsen, Vögel und Fledermäuse. Die Galápagos-Schleiereule brütet in Lavatunneln.

## Status
Auf der Insel Floreana ist die Galápagos-Schleiereule im 19. Jahrhundert durch eingeführte Säugetiere ausgerottet worden. Auf San Cristóbal, Santa Cruz, San Salvador und Isabela ist sie durch Nachstellung von verwilderten Katzen schon recht selten geworden. Gelegentlich wird sie auch von Farmern geschossen.

## Systematik
George Robert Gray beschrieb die Galápagos-Schleiereule 1839 als eigenständige Art Strix punctatissima. 1929 wurde sie von Ernst Hartert als Unterart klassifiziert. Mehrere Autoren, darunter König & Weick (2008), Steadman (1988), Sibley & Monroe (1990) haben bisher den Vorschlag gemacht, die Galápagos-Schleiereule wieder als eigenständige Art einzustufen, da auf Grund des Größenunterschiedes und ihrer evolutionären Entwicklung in der Abgeschiedenheit der Galapagos-Inseln ein Artstatus gerechtfertigt wäre. Eine Reklassifizierung seitens der American Ornithologists’ Union und des South American Classification Committee steht jedoch noch aus.